# Treća crnogorska fudbalska liga
La Treća crnogorska fudbalska liga ("terza lega calcistica montenegrina"), conosciuta anche come 3.CFL, è la terza divisione del campionato montenegrino di calcio. È la categoria più bassa del Montenegro, quindi non vi sono retrocessioni.
Nasce nel 2006 dopo l'indipendenza del Montenegro ed è organizzata dalle tre federazioni regionali che fanno capo alla Federazione calcistica del Montenegro. Prima di allora le squadre montenegrine erano inserite nel campionato jugoslavo di calcio.

## Formula
Il torneo è diviso in tre gironi (Nord, Centro, Sud) e, visto il numero ridotto di partecipanti, è previsto il doppio girone andata-ritorno.
Le tre vincitrici disputano gli spareggi-promozione per (solitamente) due posti in Druga crnogorska fudbalska liga. Questi consistono in un girone all'italiana andata-ritorno, per un totale di 6 partite (4 per squadra).

## Gironi 2019-2020

### Nord
Il girone settentrionale è organizzato dalla Fudbalski savez Sjeverne regije (federazione calcistica della regione settentrionale), detta anche Sjeverna regija FSCG, e copre i centri di Pljevlja, Bijelo Polje, Berane, Rožaje, Plav, Gusinje, Mojkovac, Andrijevica e Žabljak.
| Squadra      | Città        | Stadio         | Capienza |
| ------------ | ------------ | -------------- | -------- |
| FK Berane    | Berane       | Gradski        | 8000     |
| FK Brskovo   | Mojkovac     | Gradski        | 2000     |
| FK Gusinje   | Gusinje      | Gradski        | 1500     |
| FK Polimlje  | Murino       | Gradski        | 300      |
| FK Komovi    | Andrijevica  | Prljanije      | 300      |
| OFK Borac    | Bijelo Polje | Gradski        | 4000     |
| FK Petnjica  | Petnjica     | Gusare         | 1000     |
| FK Pljevlja  | Pljevlja     | Pod Golubinjom | 5140     |
| FK Fair Play | Bijelo Polje | Gradski        | 4000     |

### Centro
Il girone centrale è organizzato dalla Fudbalski savez Srednje regije (federazione calcistica della regione centrale), detta anche Srednja regija FSCG, e copre i centri di Podgorica, Nikšić, Danilovgrad, Šavnik, Plužine, Kolašin e Tuzi.
| Squadra                 | Città       | Stadio           | Capienza |
| ----------------------- | ----------- | ---------------- | -------- |
| FK Adria                | Podgorica   | Stari ribnjak    | 1500     |
| FK Bratstvo Cijevna     | Ljajkovići  | Stadion Bratstva | 300      |
| FK Crvena Stijena       | Podgorica   | Tološi           | 1000     |
| FK Gorštak              | Kolašin     | Lug              | 1900     |
| FK Ilarion              | Golubovci   | Ilarion kamp     | 100      |
| FK Iskra 2              | Danilovgrad | Braća Velašević  | 2500     |
| FK Karioke              | Podgorica   | Kamp FSCG        | 1050     |
| FK Mladost Donja Gorica | Podgorica   | DG Arena         | 4000     |
| FK Polet Stars          | Nikšić      | Gradski          | 500      |
| FK Ribnica              | Podgorica   | Kamp FSCG        | 1050     |
| FK Zabjeloo             | Podgorica   | Stadion Zabjela  | 750      |

### Sud
Il girone meridionale è organizzato dalla Fudbalski savez Južne regije (federazione calcistica della regione meridionale), detta anche Južna regija FSCG, e copre i centri di Cettigne, Cattaro, Castelnuovo, Teodo, Budua, Antivari e Dulcigno.
| Squadra           | Città       | Stadio          | Capienza |
| ----------------- | ----------- | --------------- | -------- |
| FK Cetinje        | Cettigne    | Obilića poljana | 2,000    |
| FK Hajduk Bar     | Antivari    | Topolica        | 2,500    |
| FK Igalo 1929     | Igalo       | Solila          | 1,600    |
| FK Obilić         | Castelnuovo | Sutorina        | 100      |
| FK Orjen          | Castelnuovo | Zelenika        | 100      |
| FK Sloga Bar      | Antivari    | Topolica        | 2,500    |
| FK Sloga Radovići | Radovići    | Radovići        | 300      |

## Albo d'oro
I posti-promozione disponibili per la 2.CFL sono due. Nel biennio 2017-2018 ce n'è stato solo uno a causa della riduzione degli organici in 1.CFL prima ed in 2.CFL poi.
| Stagione | Nord                   | Centro                  | Sud            | Squadre promosse in 2.CFL           |
| -------- | ---------------------- | ----------------------- | -------------- | ----------------------------------- |
| 2006-07  | Tekstilac Bijelo Polje | Iskra Danilovgrad       | Otrant-Olympic | Otrant-Olympic e Tekstilac          |
| 2007-08  | Polimlje               | Ribnica                 | Mornar         | Mornar e Ribnica                    |
| 2008-09  | Gusinje                | Zora                    | OFK Bar        | OFK Bar e Gusinje                   |
| 2009-10  | Pljevlja               | Iskra Danilovgrad       | Cetinje        | Pljevlja e Iskra Danilovgrad        |
| 2010-11  | Petnjica               | Blue Star Podgorica     | Igalo          | Igalo e Petnjica                    |
| 2011-12  | Pljevlja               | Zora                    | Arsenal Tivat  | Arsenal Tivat e Zora                |
| 2012-13  | Pljevlja               | Kom                     | Cetinje        | Kom e Cetinje                       |
| 2013-14  | Radnički Berane        | Iskra Danilovgrad       | OFK Federal    | Radnički Berane e Iskra Danilovgrad |
| 2014-15  | Brskovo                | Grafičar Podgorica      | Sloga Radovići | Brskovo e Grafičar Podgorica        |
| 2015-16  | Polimlje               | Čelik Nikšić            | Otrant-Olympic | Čelik Nikšić e Otrant-Olympic       |
| 2016-17  | Pljevlja               | Mladost Lješkopolje     | Arsenal Tivat  | Mladost Lješkopolje                 |
| 2017-18  | Brskovo                | Bratstvo                | Arsenal Tivat  | Arsenal Tivat                       |
| 2018-19  | Ibar                   | Drezga                  | Cetinje        | Ibar e Drezga                       |
| 2019-20  | Berane                 | Mladost Donja Gorica    | Igalo          | Berane e Igalo                      |
| 2020-21  | Petnjica               | Mladost Donja Gorica    | Cetinje        | Mladost Donja Gorica e Cetinje      |
| 2021-22  | Ibar                   | Nikšić                  | Otrant-Olympic | Nikšić e Otrant-Olympic             |
| 2022-23  | Ibar                   | Internacional Podgorica | Lovćen         | Internacional Podgorica e Lovćen    |

## Coppa
Le squadre della 3.CFL disputano le tre coppe regionali (Nord, Centro e Sud). Le sei finaliste accedono al tabellone principale della coppa del Montenegro.